# Georg Geiger
Georg Geiger (* 7. August 1894 in Unterhaid, Gemeinde Sommersried, Oberamt Wangen; † 4. Oktober 1972 in Hannover) war ein deutscher Gewerkschafter, Fuhrunternehmer und Politiker (SPD).

## Leben
Nach dem Besuch der Volksschule machte Geiger eine Bäckerlehre und arbeitete als Bäcker und Fabrikarbeiter. Während des Ersten Weltkriegs von 1914 bis 1918 leistete er Kriegsdienst.
Von Juni 1922 bis November 1931 war er Geschäftsführer des Fabrikarbeiterverbands in Heilbronn. Nachdem der zusätzlich in den Reichstag gewählte Fritz Ulrich sein Landtagsmandat niedergelegt hatte, rückte Geiger für ihn nach und war vom 19. Februar bis 19. November 1931 Abgeordneter des württembergischen Landtags. Dann legte er das Mandat ebenfalls nieder, für ihn rückte Anton Arnold nach.
Von November 1931 bis 1933 war Geiger Sekretär im Hauptvorstand des Fabrikarbeiterverbands in Hannover. Nach 1945 war er Eigentümer eines Güterfern- und Omnibusunternehmens in Hannover. Neben diversen weiteren Verbands- und Ehrenämtern war er von 1947 bis 1968 Präsident der Zentralarbeitsgemeinschaft des Straßenverkehrsgewerbes (ZAV). Von 1946 bis 1952 war er außerdem Stadtrat in Hannover.

## Auszeichnungen
Georg Geiger erhielt 1953 das Bundesverdienstkreuz, 1959 das Große Bundesverdienstkreuz und 1969 das Große Bundesverdienstkreuz mit Stern. 1963 erhielt er außerdem den Goldenen Dieselring.